# 同桌的你 (小品)

剧照（从左至右：李琳、小沈阳、王小利、赵本山）

《同桌的你》是中国大陆著名小品演员赵本山、李琳、小沈阳、王小利在中央电视台2011年春节联欢晚会上表演的小品，剧本为赵本山真实经历的改编。截至2024年，这个小品是赵本山在央视春晚的最后一次表演。

## 创作

### 人员
- 编剧 尹琪
- 导演 赵本山
- 表演 赵本山、小沈阳、王小利、李琳

### 过程
在晚会直播前的媒体报道中，几乎都认为环保题材小品《星球会议》（旧名《非诚会议》，表演者有七人）是赵本山的2011年春晚作品，有关《星球会议》的猜测也层出不穷。直至1月27日中央电视台网站“我最喜欢的2011年央视春晚节目评选”页面出炉，小品《同桌的你》才曝光。作者尹琪说，每年都会为春晚准备两剧本，换本子后《星球会议》不会再登台；而在春晚直播后的总导演访谈中，本届晚会语言类节目导演马东说自己不知道“换本子”的传言，他暗示，《星球会议》更多地是赵本山和央视等为节目保密和转移记者视线，放的善意“烟幕弹”。《同桌的你》其实在晚会前40天就定下了，马东会在适当时刻和赵本山一起将此过程向观众做一下说明。

除央视春晚外，赵本山还参加湖南卫视、辽宁卫视等春节晚会的直播或录制。在除夕夜，有疾病史的赵本山因高血压（170/110mmHg）而吸氧，并在表演节目前后由医生陪同，检查身体。在小品中，赵本山戏份变少，更多的包袱留给了徒弟，自己压场。

## 情节概述
余则成（王小利饰）是个孤儿，三十年前，由于家境贫寒，在同桌桂琴（李琳饰）的资助下才完成了七年学业。他一直暗恋着桂琴，虽然收养了一个孤儿余沈阳（小沈阳饰），但是没有结婚。退学后，大成子没再见过桂琴，却经常梦见年少往事，想找机会报答桂琴。
恰好在这年除夕，在铁岭新城过年的大成子听说桂琴也在新城，便和养子一起拜访。大成子给了桂琴一封未寄出的情书和存有三万块的银行卡，却被桂琴丈夫老赵（赵本山饰）发现。信中用“〇”代替不会写的字，而且用语暧昧、省略段落，造成一出出闹剧。

最终，在大成子和桂琴的解释下，误会终于打消。大成子感恩的心让他们结成一家，共进年夜饭。

## 花絮

### 角色原型
《同桌的你》根据赵本山真事改编。赵本山儿时贫寒，是个孤儿，初中时他带的盒饭都是最差的。有次同桌偷偷给自己放了个咸鸡蛋，而他以为是自己拿错了。同桌一直帮助他至毕业，为了感恩，直到现在赵本山钱包里还有那位同学的照片。小品中大成子角色即为赵本山的影射，小品中多次提到的“我们都老了”也可能是赵本山自己的感叹。

### 编外台词
直播中，赵本山在小品末尾用擀面杖敲王小利，引出背景音乐后自嘲：“拉倒吧，别提他（赵本山）了，我最不爱看他，年年都出来，挺大个脸。”“你像我们这些高雅的人看他那玩意儿太俗，受不了。”这段在之后央视重播中被剪的话，被编剧证实为赵本山自加的台词。有网友认为这是赵本山临场表达自己奉献观众而不被一些人认可，费力不讨好的复杂心情。赵本山出场后说的第一句话“唉，这春节过得”表达了自己的疲惫与无奈，而和剧本无关。

### 其它细节
- 为尊重版权人，在决定小品演唱同名歌曲《同桌的你》时，赵本山曾联系其创作者老狼和高晓松，获得同意。[4]
- 赵本山表演后在自己的微博中祝大家新年快乐，感谢观众的关心和鼓励，并说自己上台前头晕。[11]在小品中，赵本山没接住小沈阳手中的相机，没能将大衣挂到架子上，端饺子时将其中一个掉地上，可能就是头晕导致。
- 在整个小品结束退场后，能隐约听见赵本山严厉喊“干啥呢”的画外音。

## 观众反应

### 正面
- 导演马东评价赵本山为“当代最优秀的舞台表演艺术家”，夸他的本子接地气，来源于生活。主持人朱军敬佩赵本山不顾身体上台表演。[12]
- 经观看实况直播及录像的观众投票，《同桌的你》荣膺“2011年我最喜爱的春节联欢晚会小品节目”一等奖。[13]
- 有网友评论道，赵本山团队的小品延续了以往“赵氏幽默”的东北农村风格，“每年都最爱看他的小品”。有网友留言预测台词“此处省略××字”会火。[14]

### 负面
- 在最后一次彩排中增加了赵本山两度落泪的情节，但是部分观众感觉小品中“哭点”过多。
- 有家长因为小品中的性暗示觉得小品少儿不宜。[15]